# Raffaello (miniserie televisiva)
Raffaello è una miniserie televisiva del 1984 diretta da Anna Zanoli e basata sulla vita del pittore italiano Raffaello Sanzio.